# Головіно (Єврейська автономна область)
Головіно (рос. Головино) — село у Біробіджанському районі Єврейської автономної області Російської Федерації.
Входить до складу муніципального утворення Надеждінське сільське поселення. Населення становить 279 осіб (2010).

## Історія
Згідно із законом від 26 листопада 2003 року органом місцевого самоврядування є Надеждінське сільське поселення.

## Населення
| 2002 | 2010 |
| ---- | ---- |
| 334  | ↘279 |